# Dołżek
Dołżek (ukr. Довжок) – wieś na Ukrainie w rejonie szarogrodzkim obwodu winnickiego; nad Murafą.